# 쿠라타 마시로
쿠라타 마시로(倉田ましろ) BanG Dream! 걸밴드 파티'에 등장하는 밴드 'Morfonica'의 보컬.

## 프로필
- 학교 쓰키노모리 여자학원
- 클래스	고등학교 1학년 A반 → 2학년 A반 (메인스토리 3장)
- 생일	2월 19일
- 혈액형	A형
- 별자리	물고기자리
- 이미지 컬러	비스타리아 블루
- 키	154cm
- 좋아하는 것	비프 스튜
- 싫어하는 것	시금치, 완두콩, 당근 아이들이 싫어하는 음식은 대부분 잘 먹지 못한다.
- 취미	뜨개질
- CV	신도 아마네
- 담당	보컬
- 소속 밴드	Morfonica

## 개요
「BanG Dream! 걸밴드 파티'에서 3주년부터 등장한 신밴드 Morfonica의 보컬.
얌전하고 얌전한 여자아이. 명문교의 츠키노모리에 동경해 입학했지만, 주위의 재능 넘치는 학생에게 압도되어 우울한 나날을 보내고 있었지만 밴드를 만나… 상상력이 풍부하고 공상에 잠기는 버릇도.(공식 사이트에서)
명문 아가씨 학교·츠키노모리여자학원에 다니고 있다. 마시로 자신은 지극히 일반적인 가정 출신답게, 입학한 지 얼마 되지 않았을 때는, 아가씨 학교의 일원이 되었지만 주위와 「아무런 쓸모도 없는 나」의 갭에 음울한 나날을 보내고 있었다.
그런 가운데, 클래스 위원의 후타바 츠쿠시의 권유로 보러 간 라이브 하우스·CiRCLE의 합동 미니 라이브로 음악에 강하게 끌려, 츠쿠시나 키리가야 토오코등과 함께 밴드를 짜게 된다.
담당 파트는 보컬. 그 민감한 감수성과 抒정적인 작사 센스가 평가되며 작사도 맡고 있다.
밴드를 짜고도 여러모로 부정적이고 돌아서는 성격. 낯을 가리는 편이기도 하고, 남들과 소통하는 것도 별로 잘하지 못한다.
자기평가가 낮고 겁이 많고 도망치고, 괜히 싫어하는 음식이 많은 등 좋든 나쁘든 사춘기의 유치함이 남는 캐릭터.
자신감이 없는 자신에게 열등감을 갖고 있으며, 밴드 활동을 통해 자신감을 가질 수 있도록 바뀌고 싶다고 생각하고 있다.
공식적으로 [공상에 빠지는 버릇도]라고 알려져 있듯이, OVA BanG Dream! Morfonication'에서는 마시로의 눈에 비치는 세계가 '선명한 색채의 세계에서 나비가 날고 물고기가 하늘을 헤엄친다'는 환상적인 이미지로 표현되는 장면이 있다.
또 「가루파☆피코후이바!」에서는 흑역사의 노트를 무심코 떨어뜨려 저쪽에 주워져, 그러한 것을 좋아하는 아코가 내용에 감동해 많은 사람 앞에서 피로된 끝에, 본인 증명을 위해서 스스로 영창하는(꽤 신나던) 처지가 되어, 정신을 차리고 얼굴을 붉히며 절규하고 있었다.
상세한 가족 구성은 불명이지만, 「Morfonication」에서 모친(CV:노가와 사쿠라)이 등장하고 있는 것 외, 본인의 발언으로부터 외동아이인 것이 판명되고 있다.

## 플레이어블 구현까지의 전개
Morfonica 구현에 앞서 게임 내의 메인 스토리, 시즌 2부터 등장. 당초는 이름도 미발표로 CV도 붙어 있지 않고, 「이름은 무엇인가」 「신캐인지 몹인지」 등 억측이 난무하고 있었다.
시즌 2의 중심 이벤트 「 제2회 걸스 밴드 파티」에 앞서 행해진 합동 미니 라이브를 보러 와 있어, 제6화의 미니 라이브 종료 후에 카스미와 타에의 두 사람이 말을 걸었을 때에는 「나도 밴드를 짜 보고 싶다」라고 이야기하고 있었다.
그러나, 제8화에서 두 사람이 라이브 하우스·CiRCLE에서 재회했을 때에는, 멤버 모집의 전단지를 떼어내, 「밴드는 더 즐거운 것이라고 생각하고 있었다」 「이제 여기에는 오지 않을 것 같습니다」라고 말해 카스미들의 앞에서 떠났다.
시즌2 제15화에서 카스미 다쓰를 재회. 이때 이름이 판명된다.「밴드·음악의 즐거움을 전하고 싶다」라고 바라는 카스미에게 또 라이브를 보러 와 달라고 권유되어, 한 번은 완강히 거부하지만 카스미에게 설득되어, 토오코와 함께 라이브를 보러 온다. 그 결과 참가 5밴드의 열연의 보람으로 다시 한번 밴드 활동을 재개하기로 결심한다.

## 여담
- 성씨인 「쿠라타」의 유래가 된 시나가와구 오이쿠라타쵸는 현존하지 않고, 현재의 오이 4초메의 일부에 해당한다.
- 가르파☆피코내에서는 예의 노트를 읽히고, 시전된 것 외에도, 모르는 무인역에 헤매다 실종되거나, 보컬을 해고당하고, 지하 노동 시설에 보내져, 게다가 맹수와 싸우거나(망상), 재판에서 무고한 죄를 뒤집어쓰거나, 너무나도 가혹한 취급을 받고 있었다.